# 臺北駐日經濟文化代表處橫濱分處
臺北駐日經濟文化代表處橫濱分處（日语：／ Taipeicyuunichikeizaibunkadaihyousyoyokohamabunsi ?），亦稱駐橫濱辦事處，是中華民國在日本神奈川縣橫濱市中區設立的領事館級外交代表機構。

## 沿革
1972年9月，日本與中華人民共和國建交後，日本基於尊重中華人民共和國的一個中國的立場，與中華民國斷交，中華民國駐橫濱總領事館也關閉。然而，雙方以維持民間交往為名，在已關閉的總領事館的位置上，設立了亞洲東亞關係協會東京分會所橫濱分會。1992年5月15日，兩國同意更改東亞關係協會名稱，同月20日更名為臺北駐日經濟文化代表處橫濱分所。
中華民國與日本之間目前無正式的外交關係，但駐台北駐日經濟文化代表處具有事實上的大使館的職能，而其在橫濱的分所則是事實上的領事館。

## 歷任長官

### 總領事（1913年～1945年／1952年～1972年）
| 任次 | 姓名   | 到任   | 離任   | 備註                                              |
| ---- | ------ | ------ | ------ | ------------------------------------------------- |
| 1    | 馬廷亮 | 1913年 | 1914年 | 兼駐日臨時代理大使                                |
|      | 周珏   | 1923年 | 1925年 | 中華民国駐神戶總領事                              |
|      | 文宗淑 |        |        | 文潔若之父                                        |
|      | 邵毓麟 | 1937年 | 1938年 | 首任中華民國駐韓國大使、第3任中華民國駐土耳其大使 |
|      | 楊雲竹 |        |        | 第2任中華民國駐巴拉圭大使                         |
|      | 孙秉乾 | 1952年 |        | 大阪總領事、第4任中華民國駐多明尼加共和國大使     |

### 處長（1972年至今）
| 任次 | 姓名   | 到任       | 離任      | 備註                               |
| ---- | ------ | ---------- | --------- | ---------------------------------- |
|      | 吳嘉雄 |            | 1999年    | 大阪辦事處處長                     |
|      | 黄諸侯 | 1999年     |           | 福岡分處長、大阪辦事處長           |
|      | 黄明朗 | 2006年     | 2010年    | 福岡分處長                         |
|      | 李明宗 | 2011年2月  |           | 那霸分處長                         |
|      | 粘信士 | 2013年12月 | 2017年5月 | 那霸分處長、札幌分處長             |
|      | 陳桎宏 | 2017年5月  | 2019年1月 | 札幌分處長                         |
|      | 張淑玲 | 2019年4月  | 2025年6月 | 臺灣日本關係協會秘書長             |
|      | 范振國 | 2025年6月  | 現任      | 那霸分處長、臺灣日本關係協會秘書長 |